# Дуврен (кантон)
Дуврен (фр. Douvrin) — кантон во Франции, находится в регионе О-де-Франс, департамент Па-де-Кале. Входит в состав округа Бетюн.

## История
До 2015 года в состав кантона входили коммуны:
- Бийи-Беркло
- Вьолен
- Дуврен
- Живанши-ле-ла-Бассе
- Эн

В результате реформы 2015 года  состав кантона был изменен — в него вошли упраздненный кантон Камбрен и коммуны Лоржи и Сайи-Лабурс.

## Состав кантона с 22 марта 2015 года
В состав кантона входят коммуны (население по данным Национального института статистики за 2018 г.):
- Аннекен (2 166 чел.)
- Бийи-Беркло (4 693 чел.)
- Вермель (4 741 чел.)
- Вьолен (3 720 чел.)
- Дуврен (5 544 чел.)
- Живанши-ле-ла-Басе (1 026 чел.)
- Камбрен (1 236 чел.)
- Кюэнши (1 746 чел.)
- Лоржи (1 572 чел.)
- Нуайель-ле-Вермель (2 362 чел.)
- Оши-ле-Мин (4 700 чел.)
- Сайи-Лабурс (2 377 чел.)
- Фестюбер (1 297 чел.)
- Эн (4 380 чел.)

## Политика
На президентских выборах 2022 г. жители кантона отдали в 1-м туре Марин Ле Пен 44,7 % голосов против 21,9 % у Эмманюэля Макрона и 13,4 % у Жана-Люка Меланшона; во 2-м туре в кантоне победила Ле Пен, получившая 63,5 % голосов. (2017 год. 1 тур: Марин Ле Пен – 40,3 %, Жан-Люк Меланшон – 18,7 %, Эмманюэль Макрон – 16,5 %, Франсуа Фийон – 10,8 %; 2 тур: Ле Пен – 58,9 %. 2012 год. 1 тур: Марин Ле Пен — 29,5 %, Франсуа Олланд — 29,4 %, Николя Саркози — 18,2 %; 2 тур: Олланд — 57,6 %).
С 2021 года кантон в Совете департамента Па-де-Кале представляют мэр коммуны Вермель Ален де Карьон (Alain de Carrion) и бывший вице-мэр коммуны Дуврен Северин Гослен (Séverine Gosselin) (оба — Разные левые).
|                | Кандидаты                       | Партия                   | Первый тур | Первый тур     | Второй тур | Второй тур |
| Кол-во голосов | Кандидаты                       | Партия                   | % голосов  | Кол-во голосов | % голосов  |            |
| -------------- | ------------------------------- | ------------------------ | ---------- | -------------- | ---------- | ---------- |
|                | Ален де Карьон Северин Гослен   | Разные левые             | 3 262      | 32,78          | 5 859      | 58,79      |
|                | Сильви Кретон Тома Морель       | Национальное объединение | 3 060      | 30,75          | 4 107      | 41,21      |
|                | Кристель Брам Жан-Мишель Легран | Разные левые             | 2 299      | 23,11          |            |            |
|                | Гвенаэль Блон Александр Давиньи | Разные центристы         | 903        | 9,08           |            |            |
|                | Жан-Мишель Андро Валери Маркони | Вставай, Франция         | 426        | 4,28           |            |            |

|                | Кандидаты                               | Партия                  | Первый тур | Первый тур     | Второй тур | Второй тур |
| Кол-во голосов | Кандидаты                               | Партия                  | % голосов  | Кол-во голосов | % голосов  |            |
| -------------- | --------------------------------------- | ----------------------- | ---------- | -------------- | ---------- | ---------- |
|                | Фредерик Валле Одетт Дюрье              | Социалистическая партия | 4 737      | 30,93          | 7 424      | 50,10      |
|                | Далила Декобер Дидье Делелис            | Национальный фронт      | 6 374      | 41,61          | 7 393      | 49,90      |
|                | Александр Давиньи Маргерит Депре-Одебер | Правый блок             | 1 770      | 11,56          |            |            |
|                | Сильви Кретон Жан-Мишель Дюпон          | Разные левые            | 1 411      | 9,21           |            |            |
|                | Робер Вромен Астрид Торез               | Левый фронт             | 1 025      | 6,69           |            |            |

|  | Кандидат       | Партия                  | % голосов |
|  | -------------- | ----------------------- | --------- |
|  | Фредерик Валле | Социалистическая партия | 60,07     |
|  | Патрик Байюль  | Национальный фронт      | 39,93     |

|  | Кандидат      | Партия                  | % голосов |
|  | ------------- | ----------------------- | --------- |
|  | Фабьен Прюво  | Социалистическая партия | 69,46     |
|  | Патрик Байюль | Национальный фронт      | 30,54     |